# Riitta-Liisa Roponen
Riitta-Liisa Roponen (nacida como Riitta-Liisa Lassila, Haukipudas, 6 de mayo de 1978) es una deportista finlandesa que compitió en esquí de fondo. 
Participó en cinco Juegos Olímpicos de Invierno, entre los años 2002 y 2018, obteniendo una medalla de bronce en Vancouver 2010, en la prueba de relevo (junto con Pirjo Muranen, Virpi Kuitunen y Aino-Kaisa Saarinen).
Ganó siete medallas en el Campeonato Mundial de Esquí Nórdico entre los años 2005 y 2021.

## Palmarés internacional
| Juegos Olímpicos   | Juegos Olímpicos          | Juegos Olímpicos  | Juegos Olímpicos     |
| Año                | Lugar                     | Medalla           | Prueba               |
| ------------------ | ------------------------- | ----------------- | -------------------- |
| 2010               | Vancouver (Canadá)        | Medalla de bronce | Relevo 4 × 5 km      |
| Campeonato Mundial |                           |                   |                      |
| Año                | Lugar                     | Medalla           | Prueba               |
| 2005               | Oberstdorf (Alemania)     | Medalla de plata  | Velocidad por equipo |
| 2007               | Sapporo (Japón)           | Medalla de oro    | Velocidad por equipo |
| 2007               | Sapporo (Japón)           | Medalla de oro    | Relevo 4 × 5 km      |
| 2009               | Liberec (República Checa) | Medalla de oro    | Relevo 4 × 5 km      |
| 2011               | Oslo (Noruega)            | Medalla de bronce | Relevo 4 × 5 km      |
| 2015               | Falun (Suecia)            | Medalla de bronce | Relevo 4 × 5 km      |
| 2021               | Oberstdorf (Alemania)     | Medalla de bronce | Relevo 4 × 5 km      |